# ريان غريفين (لاعب كرة قدم أمريكية)
ريان غريفين (بالإنجليزية: Ryan Griffin)‏ هو لاعب كرة قدم أمريكية أمريكي، ولد في 17 نوفمبر 1989 في سانتا مونيكا في الولايات المتحدة.

## وصلات خارجية
- ريان غريفين (لاعب كرة قدم أمريكية) على موقع مرجع كرة القدم المحترفة.كوم (الإنجليزية)